# Kilan
Kilan est une petite ville de l'est de Téhéran, en Iran.
Le nom Kilan signifie - d'après ses habitants - le lieu des rois. Dans les alentours, les restes d'habitants vivant il y a environ dix-huit mille ans ont été retrouvés.
Les personnes originaires de cette région ont généralement pour nom de famille Kilani.